# Dženita Imamović
Dženita Imamović-Omerović (Zenica, 19. studenoga 1973.) bosanskohercegovačka je televizijska glumica.

## Životopis
Kazališnom se karijerom počela baviti u Bosanskom narodnom pozorištu u Zenici. Prvi je put ulogu u televizijskoj seriji dobila 2003. – glumila je u seriji Viza za budućnost. Nakon toga snima mnogobrojne domaće i strane serije i filmove. Trenutno radi kao docentica na predmetu Gluma na Akademiji scenskih umjetnosti u Sarajevu. 

## Filmografija
- "Ne diraj mi mamu" kao Sadeta (2017.)
- "Lud, zbunjen, normalan" kao Rasema i Teufika (2009. – 2010.)
- "Naša mala klinika" kao Anđa (2006. – 2007.)
- "Viza za budućnost" kao Hedija (2004. – 2008.)
- "Viza za budućnost: Novogodišnji special" kao Hedija (2004.)
- "Viza za budućnost: Novogodišnji special" kao Hedija (2003.)

### Filmske uloge
- Songs of Wind (2017.)
- Došla sam samo telefonirati (2018.)
- Tako da ne ostane živa (2019.)
- "Koncentriši se, baba" kao Suzana (2020.)

## Vanjske poveznice
- Dženita Imamović u internetskoj bazi filmova IMDb-u (engl.)